# 乔纳森·吉布森
乔纳森·吉布森（英語：Jonathan Gibson，1987年11月8日—），美国男子篮球运动员。曾效力于中国男子篮球职业联赛（CBA）北京首钢鸭。曾两次成为CBA得分王。

## 外部連結
- 乔纳森·吉布森在fiba.basketball（英语）
- 乔纳森·吉布森在NBA官網（英语）
- 乔纳森·吉布森在TBLStat.net（英语）
- 乔纳森·吉布森在中国男子篮球职业联赛官網
- 乔纳森·吉布森在Basketball-Reference.com（NBA）（英语）
- 乔纳森·吉布森在Basketball-Reference.com（國際）（英语）
- 乔纳森·吉布森在Sports-Reference.com（NCAA）（英语）
- 乔纳森·吉布森在Eurobasket.com（球員）（英语）
- 乔纳森·吉布森在Proballers（英语）
- 乔纳森·吉布森在RealGM（英语）
- 乔纳森·吉布森在中国篮球数据库